# Die Drei (Fernsehserie)
Die Drei ist eine 27-teilige Krimiserie von Karl Heinz Willschrei des Privatsenders Sat.1 mit Hannelore Hoger, Uwe Bohm und Zacharias Preen in den Hauptrollen, die 1996 und 1997 in zwei Staffeln mittwochs um 21:15 Uhr erstausgestrahlt wurden.

## Handlungsrahmen
Die Geschichten handeln von einem Detektivbüro in Berlin. Es wurde von Charlotte Burg gegründet, die gute Kontakte in höchste gesellschaftlichen Kreisen hat. Zur Detektei gehören der Detektiv Peter Lombardi sowie der ehemaligen GSG 9-Mann und Hobbyboxer Georg Gentz. Zusammen lösen sie die Fälle. Frau Burg überlässt als ehemalige Richterin und Leiterin der Detektei meistens Ermittlungen mit Tatortarbeit und Befragungen ihren beiden Kollegen.

## Episodenliste

### Staffel 1
| Nr. | Episodentitel                   | Erstausstrahlung |
| --- | ------------------------------- | ---------------- |
| 1   | Blutendes Herz (Pilotfilm)      | 28. Februar 1996 |
| 2   | Unschuldig                      | 6. März 1996     |
| 3   | Haß                             | 13. März 1996    |
| 4   | Verlorene Nacht                 | 20. März 1996    |
| 5   | Hoffmeyers Millionen            | 27. März 1996    |
| 6   | Jetzt oder nie!                 | 3. April 1996    |
| 7   | Supergirl                       | 10. April 1996   |
| 8   | Todesoperation                  | 17. April 1996   |
| 9   | Gelegenheit macht Mörder        | 8. Mai 1996      |
| 10  | Das Ende eines Killers          | 22. Mai 1996     |
| 11  | Ehrensache                      | 22. Mai 1996     |
| 12  | Drei Frauen und ein Casanova    | 29. Mai 1996     |
| 13  | Marion mit den blauen Augen     | 29. Mai 1996     |
| 14  | Der Zeuge der Anklage           | 5. Juni 1996     |
| 15  | Tödliche Affäre                 | 5. Juni 1996     |
| 16  | Ich habe Lünsmann nicht getötet | 12. Juni 1996    |
| 17  | Letzte Kugel für Georg          | 12. Juni 1996    |

### Staffel 2
| Nr. | Episodentitel               | Erstausstrahlung   |
| --- | --------------------------- | ------------------ |
| 1   | Herzblut                    | 27. Juni 1997      |
| 2   | Die Beute                   | 4. Juli 1997       |
| 3   | Teufel in blond             | 11. Juli 1997      |
| 4   | Der Wunderheiler            | 18. Juli 1997      |
| 5   | Der alte Mann und der Tod   | 25. Juli 1997      |
| 6   | Das Leben der Cora Herrlich | 8. August 1997     |
| 7   | Porno                       | 22. August 1997    |
| 8   | Die Beichte                 | 5. September 1997  |
| 9   | Zahltag                     | 12. September 1997 |
| 10  | Der Preis der Liebe         | 29. September 1997 |

## Rezeption
TV Spielfilm bewertete die die Fernsehserie mit einem waagerechten Daumen, also als durchschnittlich, und setzte sie mit einer „typischen 90er-Jahre-Krimiserie“ gleich.